# سان مينياتو
سان مينياتو، (بالإنجليزية: San Miniato)‏، هي بلدة و(بلدية) في مقاطعة بيزا، في منطقة توسكانا، إيطاليا.

## السكان
في سنة 1861 بلغ عدد السكان 15٬661 نسمة، وتطور العدد ليصل في سنة 2011 لـ 27٬585 نسمة.
يظهر هذا المخطط البياني تطور النمو السكاني لـ سان مينياتو

## توأمة
لسان مينياتو اتفاقيات توأمة مع كل من:
- بيت لحم
- واغادوغو
- Silly, Belgium [الإنجليزية]‏
- Villeneuve-lès-Avignon [الإنجليزية]‏
- بولينيانو آ ماري
- بوجدور

## أعلام
- فرانشيسكو سفورزا الأول
- ماسيميليانو موري
- بريمو موري
- إيفانو مافيي